# Сушица (област Велико Търново)
Вижте пояснителната страница за други значения на Сушица.
Сушица е село в Северна България. То се намира в община Стражица, област Велико Търново.

## География

### Местности
Местонсти в землището на селото: Азмака, Байнозур, Чатрък, Старата кория, Шейтан дере, Юртулука и други.

## История
Според историческите сведения и археологическите данни, достигнали до наши дни, първите поселища, свързани с днешното землище на Сушица (Великотърновско), датират още от ранния неолит. Открити са известни количества римски монети и керамика от този период, което свидетелства за важността на селището, разположено на древния Римски път от Дунав (Никополис ад Иструм) през Стара планина към Стара Загора. По време на Втората българска държава землището на село Сушица е предадено във владение на болярина Суза, внук на Аделхайд от Суза, и неговите наследници, като се предполага, че оттам идва и името на поселището. Владенията на Суза са първото стратегическо предмостие пред столицата Търново. Именно тук по време на управлението на цар Ивайло се съсредоточава куманската конница, която взема решаващо участие при превземането на Търново, възцаряването на Ивайло и бракът му с Мария Палеологина Кантакузина. С падането на столицата на Втората българска държава под османско владичество, столицата Търново губи своя стратегически смисъл, което води и до отслабване значението на с. Сушица като подстъп към столицата. Вековете на османско владичество водят до постепенна асимилация на населението и маргинализиране на търговския потенциал на селището. Възраждането на Сушица започва непосредствено след Освобождението на България от османско владичество. Населението и икономическият потенциал на селото значително нарастват в пъти за периода до началото на Втората световна война.

## Население
Преброяване на населението през 2011 г.
Численост и дял на етническите групи според преброяването на населението през 2011 г.:
|                     | Численост | Дял (в %) |
| Общо                | 823       | 100,00    |
| Българи             | 709       | 86,14     |
| Турци               | 44        | 5,34      |
| Цигани              | 37        | 4,49      |
| Други               | 0         | 0,00      |
| Не се самоопределят | 0         | 0,00      |
| Неотговорили        | 24        | 2,91      |

## Забележителности
- Родната къща и барелефът на старшина І степен Димитър Атанасов Димитров

## Личности
- Петко Йорданов (1918 – ?), български политик от БКП
- старшина І степен Димитър Атанасов Димитров (3 ноември 1943 – 6 март 1965) - спасил от гибел бойния кораб и 57 моряци с цената на неговия живот на 4 март 1965 г.[3]